# 巴比肯站
巴比肯站（英語：Barbican tube station）是倫敦地鐵的一個車站，位於倫敦市中心，開通於1865年。巴比肯站是環線、漢默史密斯及城市線和大都会线的車站，位于沼泽门站和法灵顿站之间，位於倫敦第1收費區。在2009年以前，车站还另有前往泰晤士联线方向的列车。

## 位置
巴比肯站坐落在一个东西向的沟壕中，站台两端连接着明挖隧道。车站现代化的出入口，可通往奥德斯门街，也可通往车站东部一座古老的步行桥。在车站北部，隔着一排楼房，便是卡尔特修道院街、卡尔特修道院广场和加尔都西会街。车站南部和西部紧靠长巷和海恩街。除此之外，车站临近巴比肯屋村、巴比肯艺术中心、伦敦城市女校、圣巴多罗买大教堂以及史密斯菲尔德。

## 历史
1865年12月23日，车站开通，命名为奥德斯门街站。车站在1910年11月1日被更名为奥德斯门站，但在1924年10月24日再次更名为奥德斯门及巴比肯站。在1968年12月1日，站名被简化为巴比肯站。

## 外部連結
- London Transport Museum photographic archive: Barbican station （页面存档备份，存于）